# Pseudosphinx tetrio

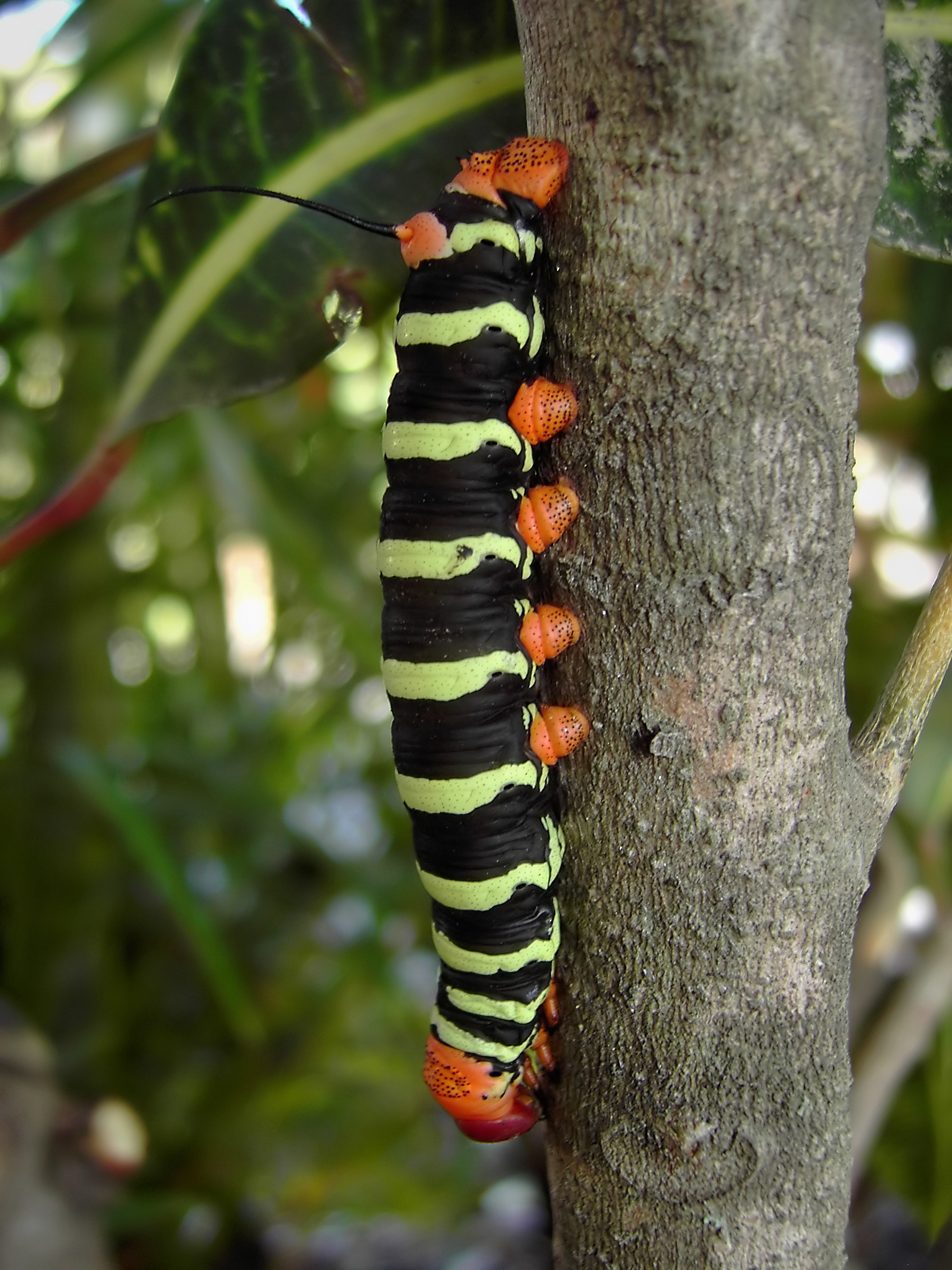
Raupe von Pseudosphinx tetrio

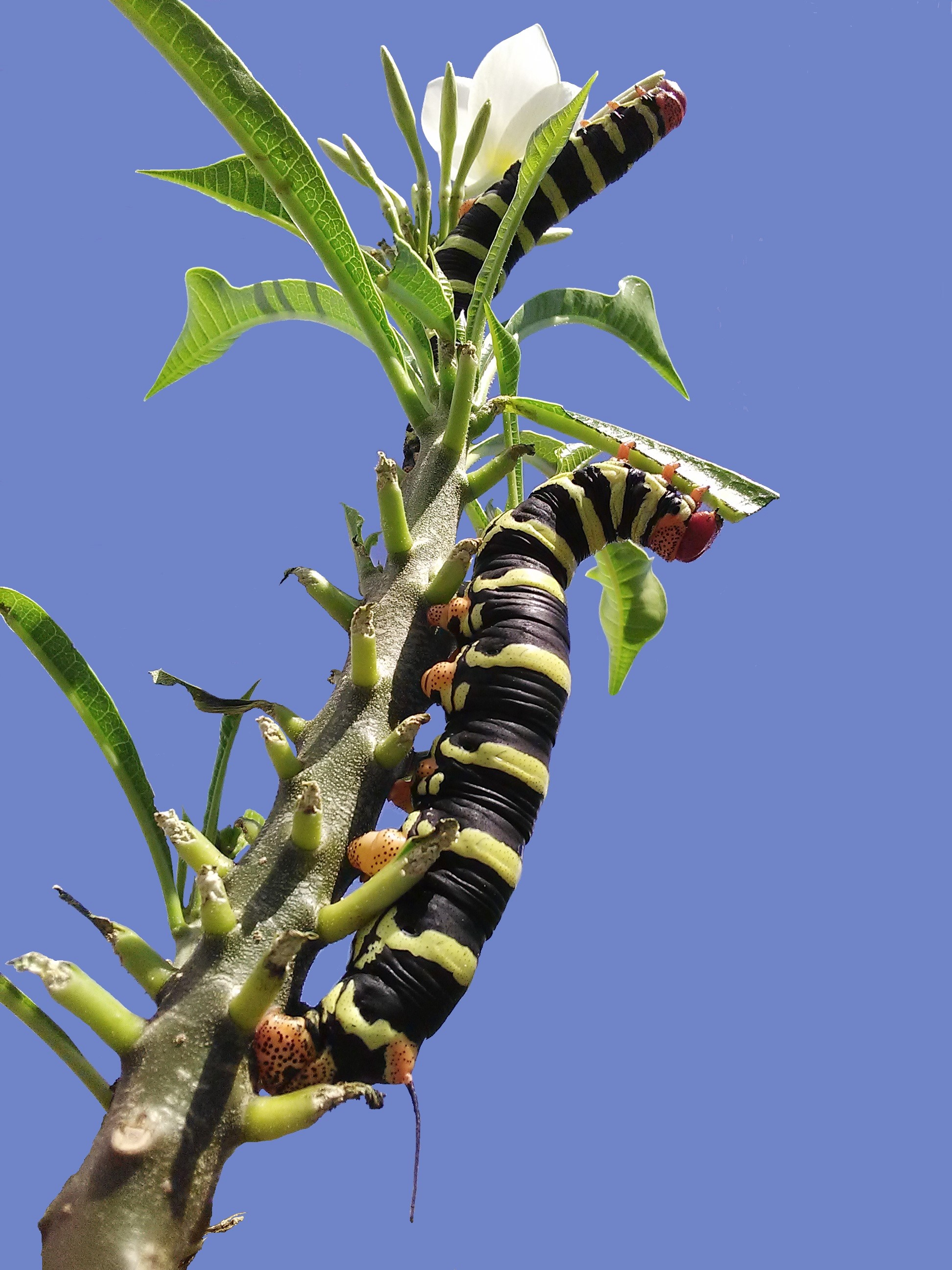

Pseudosphinx tetrio ist die einzige Schmetterlingsart der Gattung Pseudosphinx aus der Familie der Schwärmer (Sphingidae). Die damit monotypische Gattung ist nahe mit den Gattungen Erinnyis und Isognathus verwandt. 
Die ansonsten im tropischen und subtropischen Amerika verbreitete Art ist in Florida nur deshalb bodenständig, da ihre Entwicklungszeit mit dem saisonalen Umzug vieler dort lebender Menschen zusammenfällt. Die Art ist im Süden Floridas von der dort ausschließlich als Zierpflanze verbreiteten Roten Frangipani (Plumeria rubra) als einziger Raupennahrung abhängig. Der Umzug der Wintergäste Floridas zu Beginn der Sommermonate fällt genau mit dem Zeitpunkt der Raupenentwicklung an den Pflanzen zusammen. Im Herbst, wenn die Saisonbewohner Floridas zurückkehren, haben sich die Raupen bereits verpuppt und die Pflanzen lassen jahreszeitlich bedingt die Blätter fallen, so dass der durchaus erhebliche Blattfraß an den Pflanzen meist unbemerkt bleibt. Die Art entgeht so einer Bekämpfung durch Menschen, was auf Grund der starken Abhängigkeit von dieser Zierpflanze eine starke Dezimierung in dieser Region zur Folge hätte.

## Merkmale

### Merkmale der Falter
Die Falter haben eine Vorderflügellänge von 58 bis 78 Millimeter und zählen mit einer Flügelspannweite von bis zu 170 Millimetern zu den größten Schmetterlingen des amerikanischen Kontinentes. Ihre Größe, die grau-weißen Vorder- und Hinterflügel und der ebenso gefärbte Körper unterscheiden die Art deutlich von den anderen Schwärmern. Die Art sieht einigen Arten der Gattung Erinnyis ähnlich, diese sind aber deutlich kleiner und haben orange oder gelbe Hinterflügel.
Männchen und Weibchen unterscheiden sich in ihrer Gestalt (Sexualdichroismus). Die Männchen haben Vorderflügel mit dunkler Grundfarbe und sind deutlich gemustert. Die Grundfarbe der Weibchen ist deutlich heller und ihre Musterung ist weniger stark ausgeprägt. Auch sind die Weibchen tendenziell etwas größer als die Männchen. Die Musterung ist bei beiden Geschlechtern relativ variabel, insbesondere der Kontrast der Farben ist bei den Weibchen recht unterschiedlich stark.

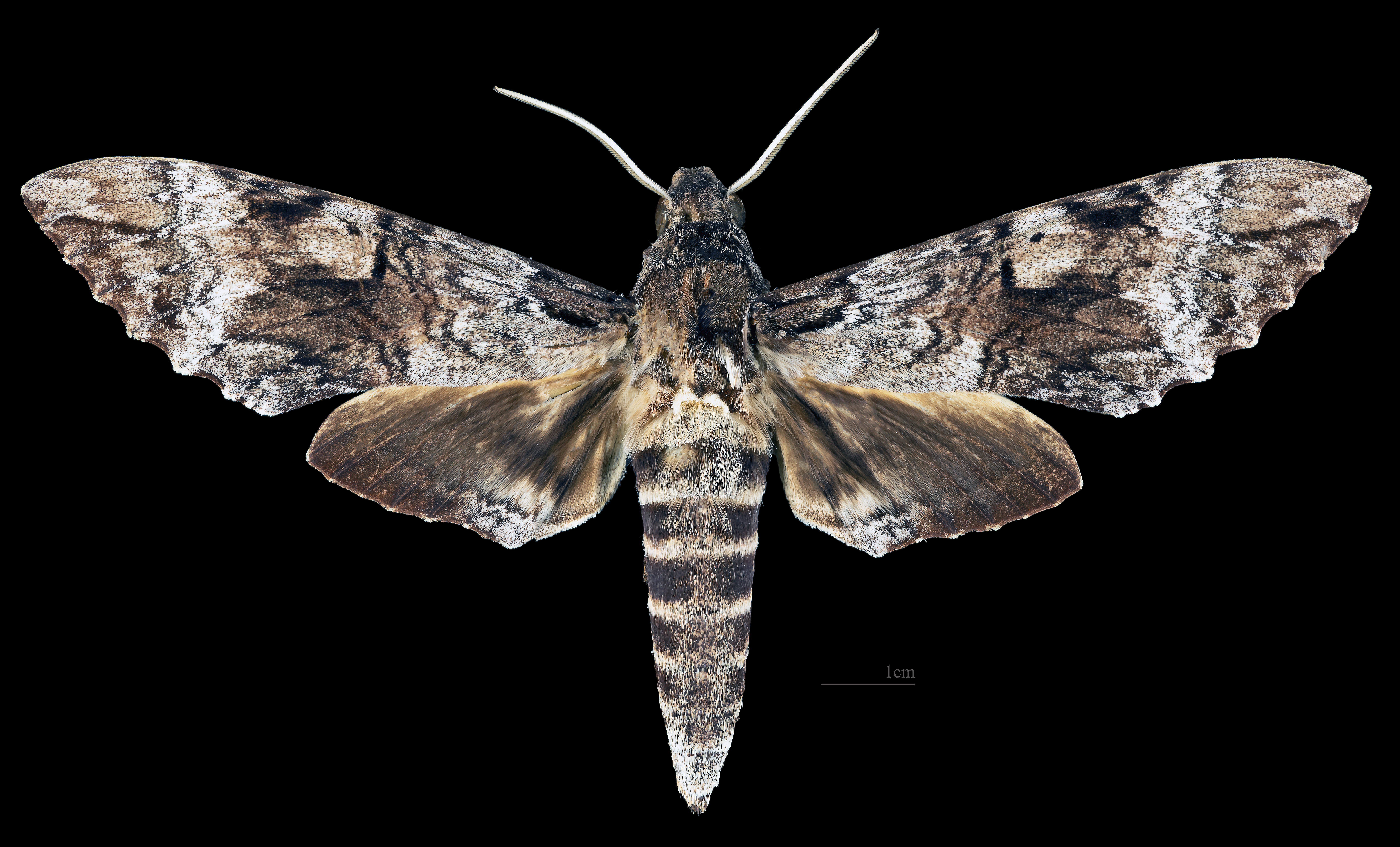
Männchen Dorsalansicht
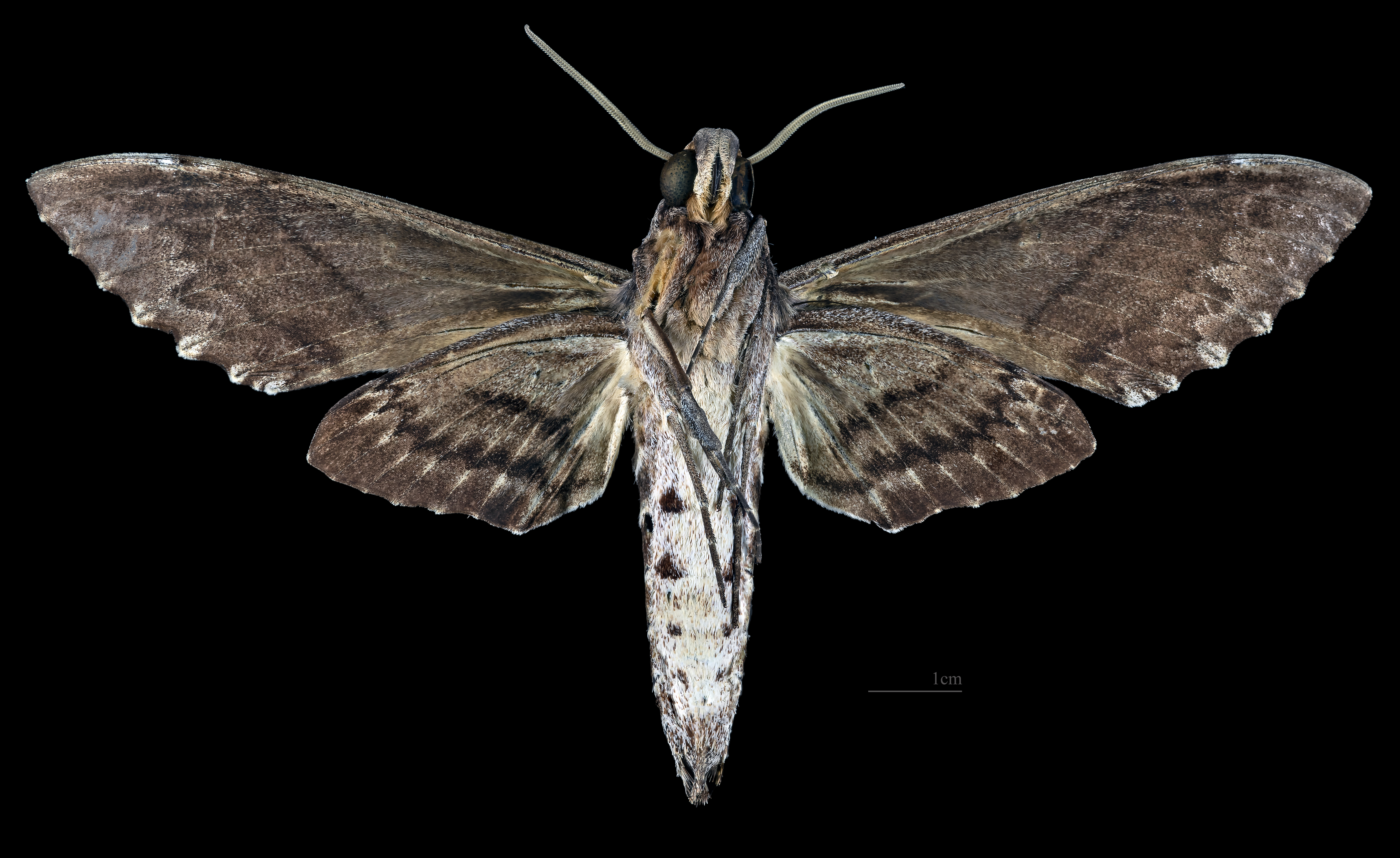
Männchen △ Ventralansicht
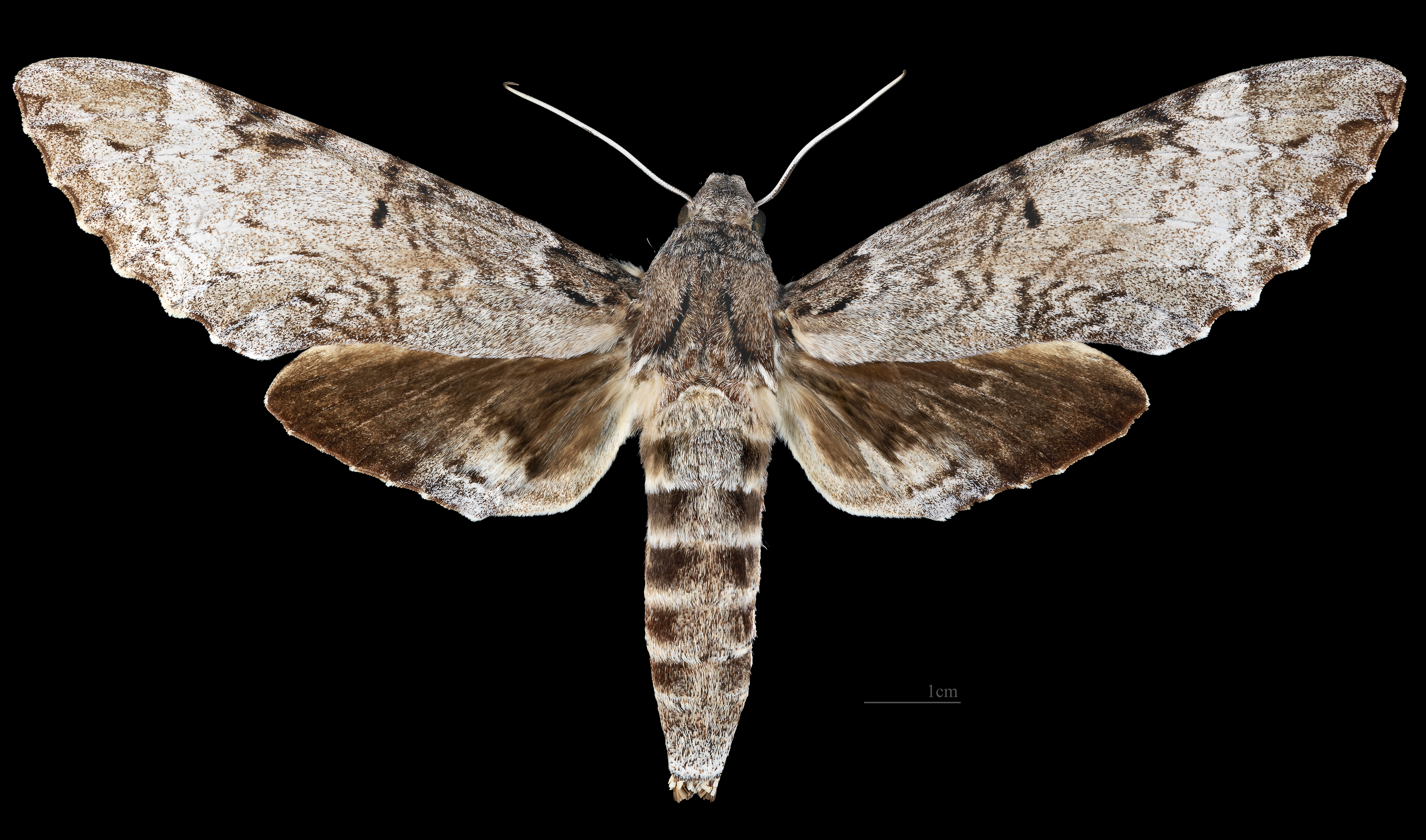
Weibchen Dorsalansicht
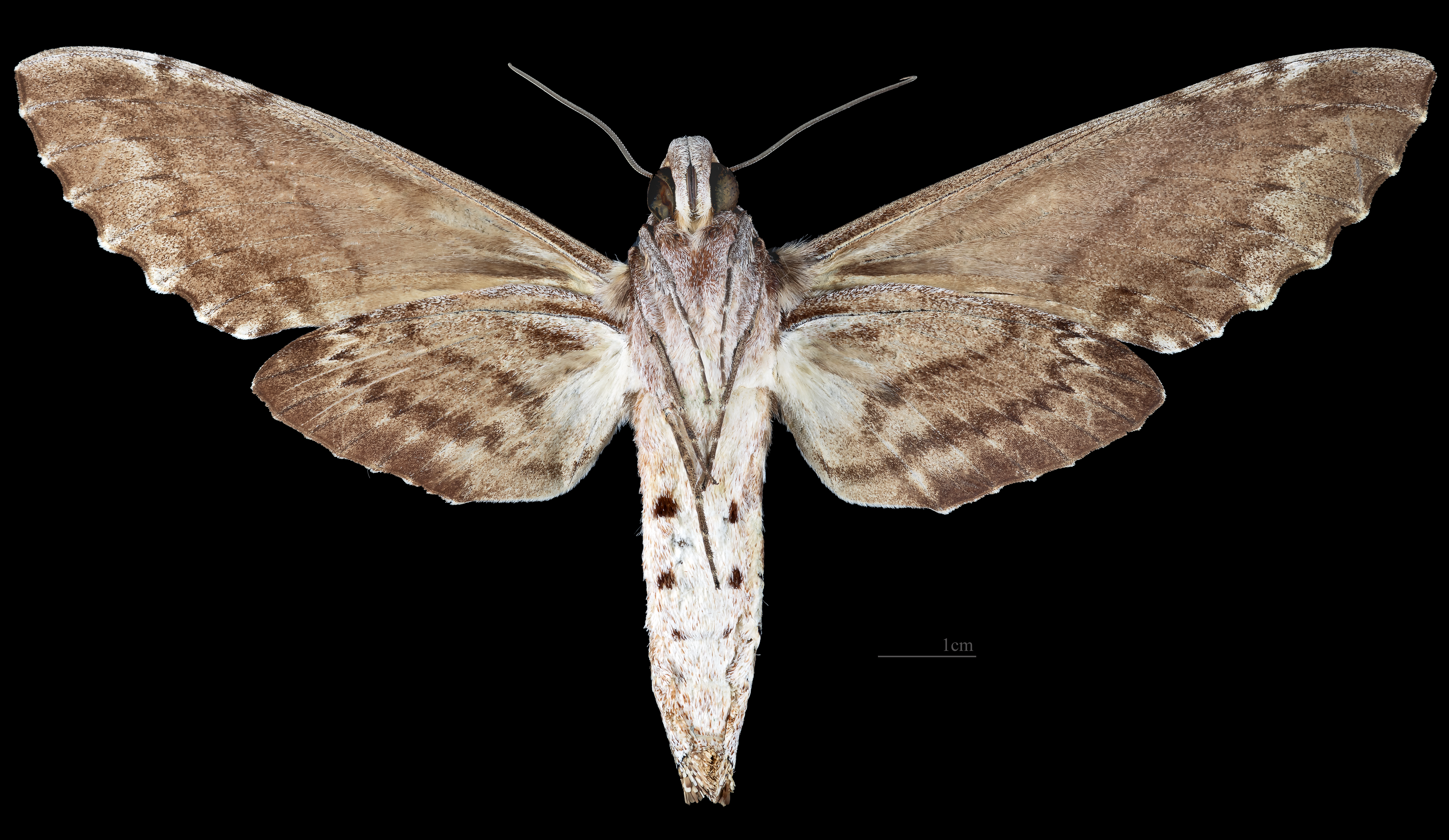
Weibchen △ Ventralansicht

### Merkmale der Raupen
Bereits im ersten Stadium haben die Raupen eine auffällige Färbung. Ihr Kopf ist kräftig rötlich und sie haben auf schwarzem Grund eine Reihe kräftig gelber Streifen. Diese Färbung behalten sie während ihrer Entwicklung bei. In sämtlichen Stadien ist das Analhorn fadenförmig, es wird bei Störung wild umherbewegt. Die Raupen sind durch ihre Färbung unverwechselbar.

### Merkmale der Puppen
Unmittelbar nach der letzten Häutung ist die Puppe kräftig zitronengelb. Nach einigen Stunden beginnt sie zu einem glänzenden Mahagonibraun abzudunkeln. Die Puppe ist sehr gedrungen und hat einen sehr breiten Kremaster, der eine einzelne, scharfe Spitze besitzt. Die Rüsselscheide ist komplett mit dem Körper verwachsen, die Flügelscheiden sind mit gut erkennbaren schwarzen Linien hervorgehoben.

## Vorkommen
Die Art ist vor allem im tropischen und subtropischen Amerika verbreitet und tritt in Nordamerika selten auf. Die natürliche nördliche Verbreitungsgrenze umfasst die Antillen und die Bermudas. Die Art ist aber durch die Kultivierung ihrer Nahrungspflanzen in Gärten auch im Süden Floridas, nördlich bis Palm Beach und Sarasota, vor allem in der temperaturbegünstigten Küstengegend verbreitet. Es gibt darüber hinaus auch Nachweise aus Texas und dem unteren Tal des Rio Grande, bei denen es sich um dauerhafte Populationen handeln dürfte. Irrgäste sind aus Tucson (Arizona), Mississippi, Louisiana, Arkansas und auch aus New Jersey und Connecticut nachgewiesen.
Die Art besiedelt in ihrer tropischen Verbreitung die xerophytischen Habitate ihrer Nahrungspflanzen. Dies begrenzt die Ausbreitungsmöglichkeiten der Art in Nordamerika, insbesondere im feuchten Florida.

## Lebensweise
Die Imagines werden durch künstliche Lichtquellen angelockt. Sie sind Wanderfalter und können Flüge über große Distanzen zurücklegen.

### Nahrungspflanzen der Raupen
Die Raupen ernähren sich offenbar nahezu ausschließlich von Plumeria-Arten. Es gibt einen Nachweis an Goldtrompete (Allamanda cathartica) aus Puerto Rico, diese Pflanze wird jedoch in der Aufzucht nur widerwillig angenommen. Ob sie auch andere Hundsgiftgewächse (Apocynaceae) fressen, ist umstritten und noch unklar.

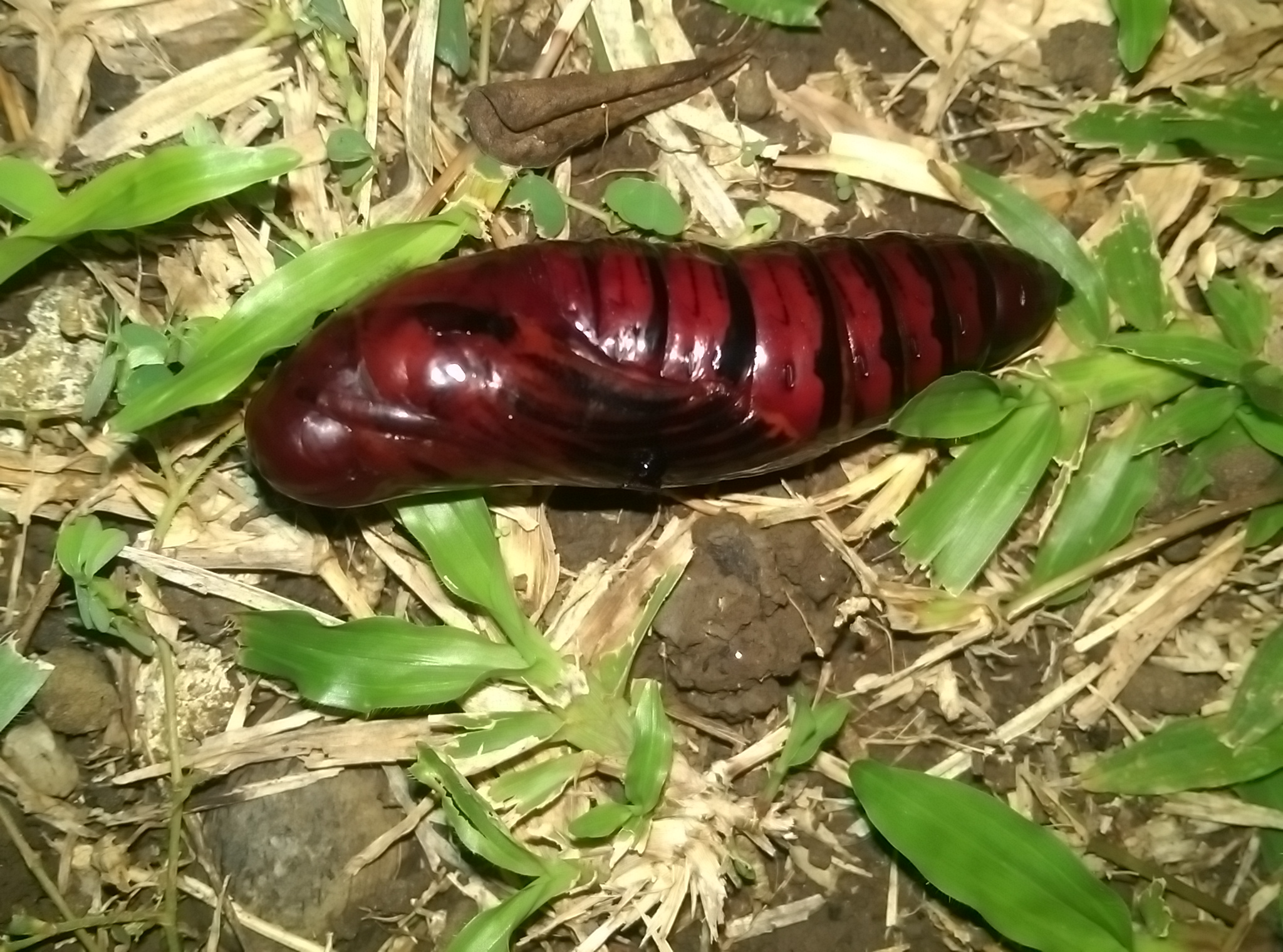
Puppe von Pseudosphinx tetrio auf Grenada

## Entwicklung
Die Weibchen legen ihre Eier in Gruppen zu 30 bis 100 Stück an der Ober- und Unterseite der Nahrungspflanzen ab. Innerhalb von drei Tagen schlüpfen sämtliche Raupen aus einem Gelege. Diese fressen in Gruppen auf den Nahrungspflanzen. Bevor sie ein Blatt fressen, nagen sie zunächst ein Loch in den Stängel, aus dem weißer Pflanzensaft austritt. Dies bewirkt, dass sie beim Fressen des Blattes weniger von diesem Saft mit aufnehmen. Anders als die meisten anderen Schwärmerarten durchleben manche Raupen der Art nicht fünf, sondern sechs Raupenstadien. Ihre Entwicklung ist abhängig von diesem Umstand nach 24 bis 30 Tagen abgeschlossen. Ihre auffällige Färbung, kombiniert mit der geselligen Lebensweise und der Giftigkeit der Nahrungspflanzen, lässt darauf schließen, dass die Tiere ihre Fressfeinde vor ihrer Giftigkeit warnen. Es ist jedoch bisher noch nicht bekannt, ob dies tatsächlich so ist bzw., ob es sich nur um eine Mimikry handelt. Auch ob die Warnfarben erfolgreich vor Feinden schützen ist bislang noch nicht untersucht. Die Verpuppung erfolgt am Boden in einem Kokon, der aus Pflanzenteilen und ähnlichem besteht, die durch lockere Seidenfäden miteinander verbunden werden. Die Puppe ist bei Störung sehr aktiv.

## Belege